# 不如歸站

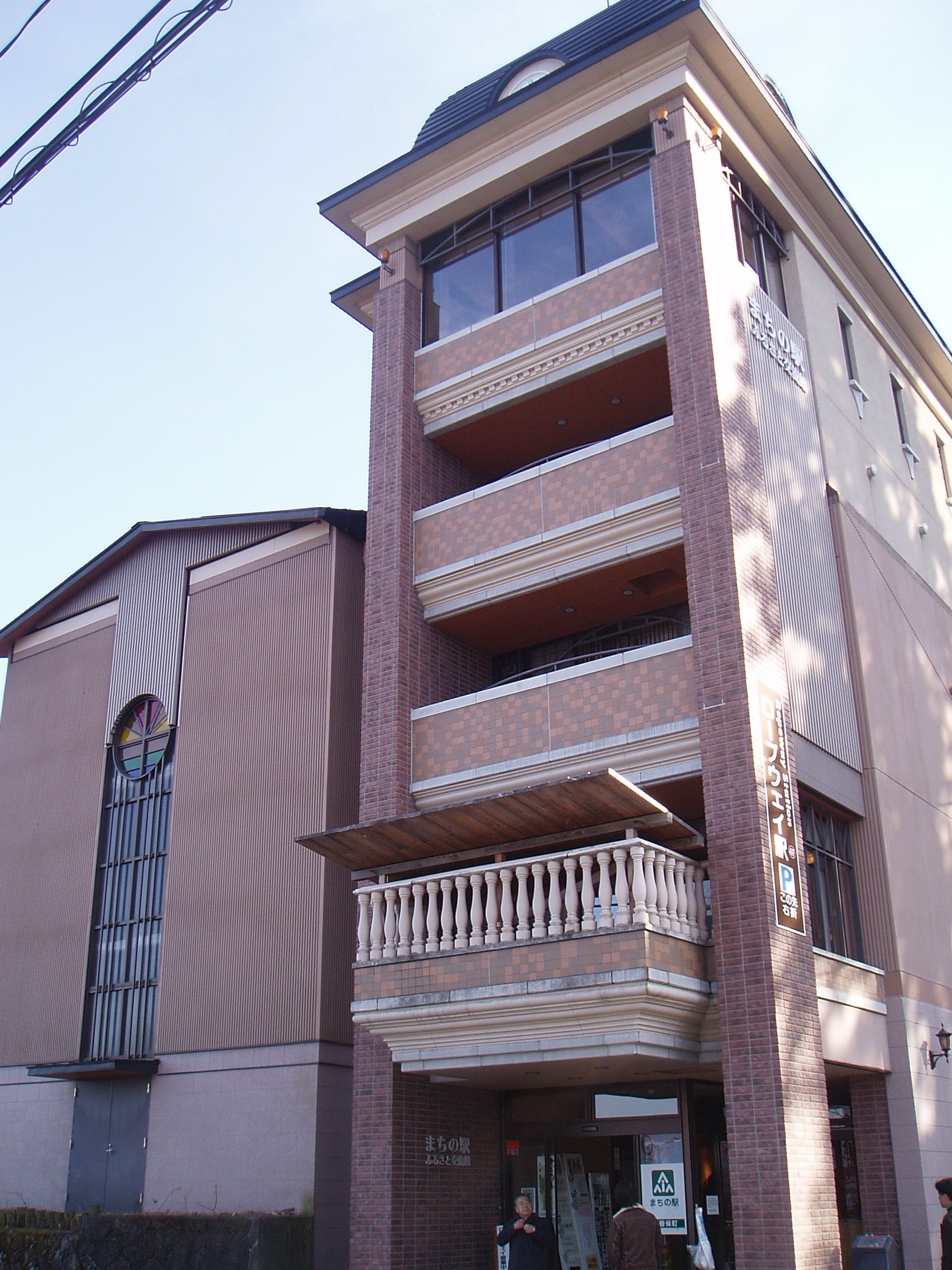
町之站故鄉交流館(2008年1月6日)

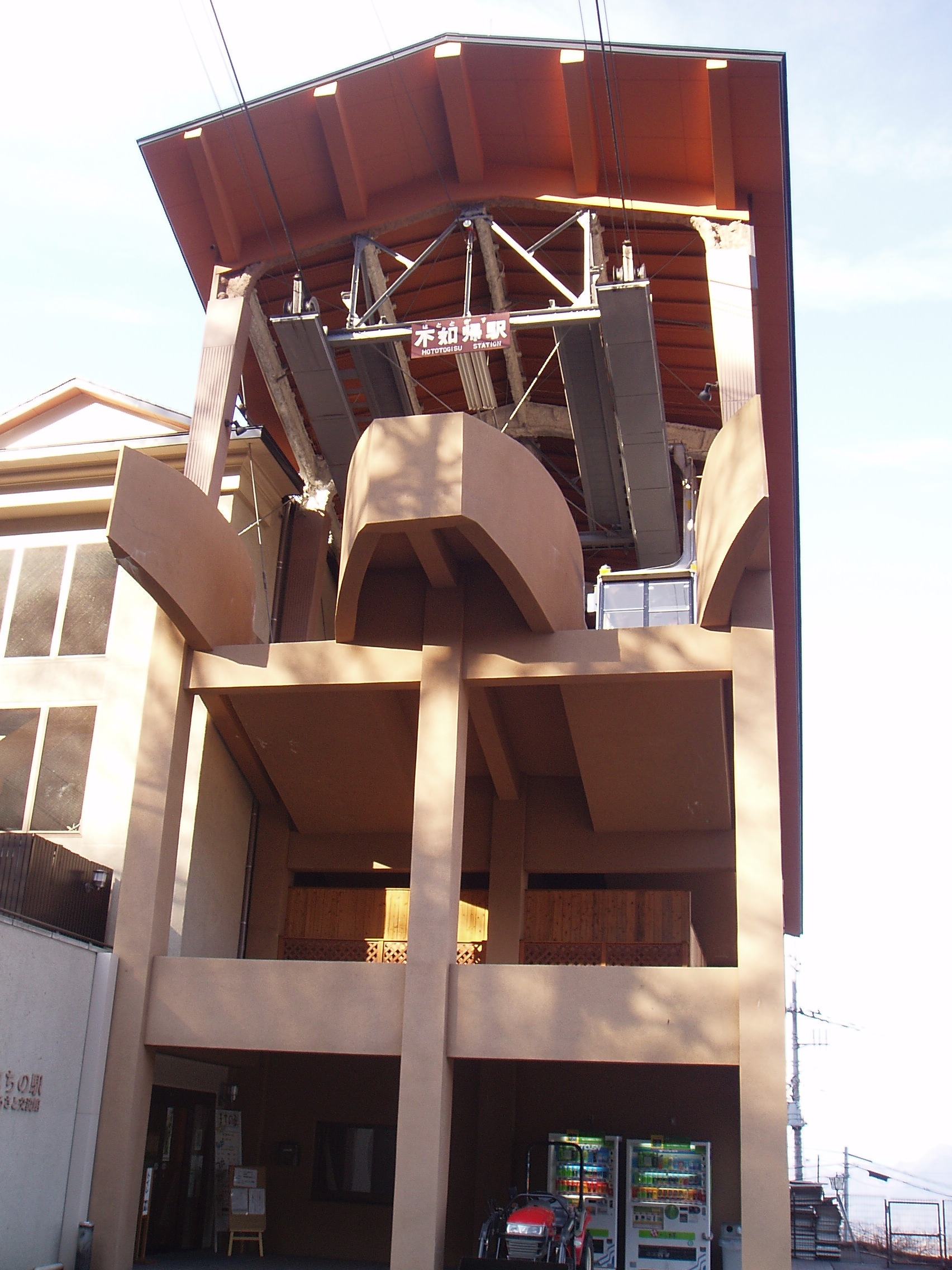
不如歸站車站大樓(2008年1月6日)

不如歸站（日语：／）是位於群馬縣澀川市伊香保町伊香保的伊香保索道車站。
此條目也記載了車站內的町之站故鄉交流館。

## 車站周邊
- 伊香保溫泉
- 伊香保溫泉石段街
- 伊香保神社（日语：伊香保神社）
- 澀川市政廳分所
- 澀川市立伊香保小學
- 澀川市立伊香保中學
- 伊香保郵局
- 物聞山
- 上之山
- 伊香保保科美術館
- 長峰公園
- 德冨蘆花紀念文學館
- 伊香保巴士總站

## 連接交通
- 伊香保溫泉巴士詢問處 或 伊香保（溫泉）巴士總站 或 伊香保町巴士總站
  - 巴士路線、市鎮巴士
    - 群馬巴士（日语：群馬バス）:水澤穿梭線
    - 群北第一交通（日语：群北第一交通）:榛名湖線
    - 關越交通（日语：関越交通）:伊香保溫泉線
    - 伊香保溫泉市鎮巴士:1、2、3號線

  - 高速巴士
    - 日本中央巴士（日语：日本中央バス）:伊香保、前橋 - 羽田機場線
    - 關越交通（日语：関越交通）:伊香保溫泉穿梭線
- 伊香保溫泉巴士站
  - 巴士路線 關越交通（日语：関越交通）:伊香保溫泉線
  - 高速巴士 關越交通:伊香保溫泉穿梭線

## 町之站故鄉交流館
在五層高的建築物內設有各種設施，為了深化町內外交流而設置。
- 1樓 町之資訊、行李寄存處
- 2樓 畫廊、故鄉交流館旁邊的町營停車場和出入口
- 3樓 常盤會館
- 4樓 索道乘車處、休息處
- 5樓 觀景台

## 相鄰車站
伊香保索道
不如歸－見晴

## 注腳
1. ↑  まちの駅ふるさと交流館～伊香保温泉 （页面存档备份，存于）（日語）